# 蛹形參珠螺
蛹形參珠螺（学名：Notosinister monacha）为左錐螺科參珠螺屬下的一个种。